# Siniewska Góra
Siniewska Góra – najwyższe wzniesienie w Paśmie Oblęgorskim w Górach Świętokrzyskich, o wysokości 449 m n.p.m. Zbudowana jest z piaskowców i mułowców triasowych pokrywających pofałdowane skały paleozoiku.
Przez Siniewską Górę przechodzi  Główny Szlak Świętokrzyski im. Edmunda Massalskiego z Gołoszyc do Kuźniaków.
Przypuszczalnie na górze istniały wały kultowe podobne do wałów na Łysej Górze i Górze Dobrzeszowskiej (na zdjęciach lotniczych dopatrywano się elipsoidalnych założeń).